# Nahir Oyal
Nahir Oyal Awrohum (* 17. Dezember 1990 in Södertälje) ist ein ehemaliger türkisch-schwedischer Fußballspieler.

## Karriere
Oyal gehört der in Schweden zahlreich vorhandenen aramäischen Gemeinde an. So spielte er auch fast ausschließlich bei den Vereinen dieser Gemeinde, die in Schweden sogar in den oberen Ligen Vertreter aufzuweisen hat.
Da seine Vorfahren aus der Türkei eingewandert sind und die türkische Staatsangehörigkeit besitzen bzw. verwaltungstechnisch als solche angesehen wurden und es in den oberen türkischen Profiligen eine stark begrenzte Ausländerkontingent gibt, wurden türkischstämmige Fußballspieler im Ausland für die türkischen Vereine interessant. Diese konnte die Vereine einsetzen ohne die knappen Ausländerplätze zu blockieren. Unter diesen Bedingungen wechselte Oyal zusammen mit seinem Gemeindemitglied Mattias Mete im Januar 2014 als Leihspieler zum Zweitligisten Şanlıurfaspor. Im April 2014 löste er nach gegenseitigem Einvernehmen mit der Vereinsführung seinen Vertrag auf und verließ diesen Klub. 2015 ging er von Göteburg zurück zu Syrianska, spielte 2017/18 ein Jahr für Arameisk SIF und beendete nach Ende seines Vertrages 2018, erneut bei Syrianska, seine Karriere.